# Calpiogna
Calpiogna (in dialetto ticinese Calpiögna) è una frazione di 50 abitanti del comune svizzero di Faido, nel Canton Ticino (distretto di Leventina).

## Geografia fisica
È situato in Val Leventina.

## Storia

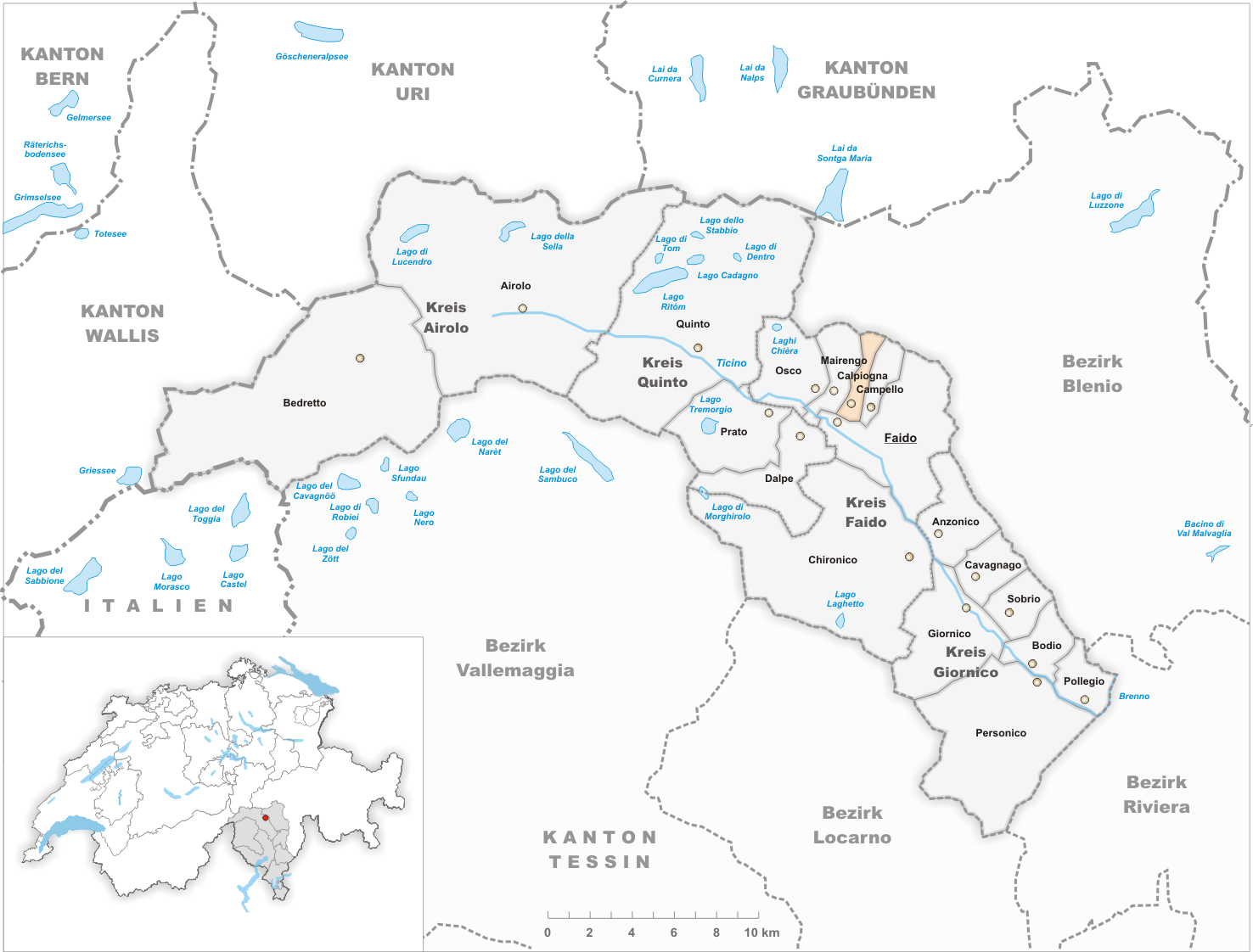
Il territorio del comune di Calpiogna prima degli accorpamenti comunali del 2012

Già comune autonomo che si estendeva per 3,3 km² e dal quale nel 1853 era stata scorporata la località di Campello, divenuta comune autonomo, nel 2012 è stato accorpato al comune di Faido assieme agli altri comuni soppressi di Anzonico, Campello, Cavagnago, Chironico, Mairengo e Osco. La fusione è stata decisa con la votazione popolare del 25 settembre 2011 e con 19 voti favorevoli e 8 contrari.

## Monumenti e luoghi d'interesse
- Chiesa parrocchiale di Sant'Atanasio, attestata nel 1577 come Sant'Eutichio, ricostruita nel 1665[1];
- Cappella di Sant'Antonio da Padova in località Primadengo, del 1651[1];
- Oratorio della Santa Famiglia in località Prodör, del 1885[senza fonte];
- Diverse cappelle votive sparse sul territorio e risalenti al XVIII-XIX secolo[senza fonte];
- Capanna Prodör.

## Società

### Evoluzione demografica
L'evoluzione demografica è riportata nella seguente tabella:
Abitanti censiti

## Amministrazione
Ogni famiglia originaria del luogo fa parte del cosiddetto comune patriziale e ha la responsabilità della manutenzione di ogni bene ricadente all'interno dei confini della frazione.